# Яків Медвецький
Яків Медвецький (7 січня 1880, Цвітова — 27 січня 1941, Краків) — український греко-католицький священник, апостольський адміністратор Апостольської адміністрації Лемківщини у 1936—1941 роках.

## Життєпис
Яків Медвецький народився 7 січня 1880 року в селі Цвітова Бучацького повіту, Австро-Угорщина, нині Чортківський район Тернопільської області. Після закінчення народної школи та гімназій в Бучачі і Станиславові вступив до Греко-католицької духовної семінарії у Львові (1900—1904).
Висвячений на священника 7 квітня 1905 року єпископом Григорієм Хомишиним. Після однорічної праці на парафії о. Медвецький продовжив навчання у Віденському університеті, яке завершив докторатом з богослов'я на основі дисертації «Die Rechtfertigung im Alten Testament» (2 травня 1908). Був професором біблійних предметів у духовній семінарії в Станиславові з 1910 до 1936 року і віце-ректором цієї ж семінарії з 1912 до 1936 року. Член станиславівської капітули (від 1925), та її кустош (від 1927) і архидиякон (1935—1936).
3 липня 1936 року о. Медвецький був призначений Папою Пієм XI апостольським адміністратором Апостольської адміністрації Лемківщини. Невдовзі видав декрет, яким було заборонено священникам Апостольської адміністрації Лемківщини пренумерування і читання української преси, зокрема газети «Український бескид», яку видавав єпископ Йосафат Коциловський, та «Наш лемко». 1 травня 1938 року, завдяки старанням о. Медвецького осідок Адміністрації перенесено до Сяніка.
Апостольський адміністратор Медвецький хворів на цукровий діабет. Помер 27 січня 1941 року у віці 61 року в лікарні у Кракові внаслідок ускладнень після операції.